# 三色△绘恋
《三色△绘恋》（英語：Tricolour Lovestory）是一部由中国大陆的武汉山百合文化传播有限公司旗下绘恋GALGAME制作组制作之一款文字冒险美少女游戏，以中华人民共和国湖北省武汉市一所名为师贰高级中学的架空學校作为故事舞台，讲述公元2005年高中在读的男主角与两位女主角发生的恋爱故事。游戏制作方称此游戏是「中国特色」的校园三角恋爱物语及「中国式白学」。游戏的人物的画风为日本galgame风格，而场景与剧情则主要是中国大陆的校园风格。游戏前三章Rough Episodes于2017年9月21日在Steam上架，支持简体中文和英文两种语言。第四章于同年11月10日发行，文芷线于同年11月27日发行，墨小菊线于2018年2月5日发行。在2017年12月22日发布winter war圣诞节番外。在2018年2月2日发布cosplay写真集，之后于同年2月7日更新前传小说，均以DLC形式发售。其续作《三色绘恋S》于2020年5月20日发布，其續篇《三色绘恋S假若恋色嫣红》於2021年1月29日發售。

## 角色

師貳高级中学的原型武汉市第十二中学

邱诚
游戏男主角，17歲，剛剛升上高二的師貳高藝術班插班生。因与父母不合而称父母为「他们」，父母到广州工作后，男主角便独自一人生活。深受家庭暴力影响，被父母视为累赘，只能严格依照父母的意愿进行生活。认为自己毫无亲情和自由的过去是灰色的。
文芷（配音：朱雀橙）
游戏的女主角之一，较为内向高冷，17岁高中二年级在读，艺术班的插班生且是男主角的同桌，代表着三色中的紫水晶色。
墨小菊（英語：Daisy Mo / Mo Xiaoju，配音：小N）
游戏的女主角之一，17岁高中二年级在读，個性傲嬌，男主角的青梅竹馬，明明歲數較小卻在他面前強行自稱「姐姐」。代表着三色中的橘色。
骆衍（配音：成子）
男主角高一的同班同学，戴眼镜的健谈少年，现就读高二七班并与墨小菊是同桌。
迟耀（配音：昨夜阳光）
迟菓的哥哥，艺术班班长，师贰高校长的儿子。
迟菓（配音：可可味）
迟耀的妹妹，初三在读。
墨叔（配音：Emiya）
墨小菊的父亲，游戏开发公司员工。
朱特（配音：北炎）
艺术特级教师。
丁老师（英語：Ms. Ding，配音：新月冰冰）
刚刚从师范大学毕业不久的英语老师，担任艺术班的班主任。
文绉（配音：北炎）
文芷的父亲。
琳（配音：Mace）
文芷的故友。

## 音乐
片头曲《三色绘恋》
作曲和混音：丸山公詳；作词：救世猪；演唱：雲翼星辰
文芷END《绘梦画卷》
作曲和混音：作词：Shin [GloriaWorks]；作曲：project lights；演唱：七玥
墨小菊END《恋染色》
作曲和混音：作词：Lain Kana；作曲：project lights；演唱：AcAcia

### 原声带
| 三色绘恋 绘卷里的星球 绘卷里的星球(Acoustic) Ver.Violet 绘卷里的星球 Ver. Game Size bgm01：慵懒的阳光 bgm02：珍贵的课间 bgm03：紫水晶之瞳 bgm04：橙色的小伞 bgm05：木头脑袋 bgm06：Excuse me?! bgm07：静谧之夜 bgm08：脆弱的温柔 bgm09：约定 bgm10：心底的颜色 Ver.Orange bgm10：心底的颜色 Ver.Violet bgm11：纠葛 bgm12：乱麻 bgm13：绝望 bgm14：决心 bgm15：告白 bgm16：敌意 bgm17：阳光下的公园 bgm18：尘埃落定 bgm19：独行 bgm20：黑白绘卷 bgm21：罪与责 |

## 游戏系统
《三色△绘恋》除了继承传统日式galgame的游戏系统外，还引入了读取玩家数据的「云好感」系统，把游戏玩家在游戏中的选择数据上传到云端并进行大数据分析，进行统计后会对两位女主角的支持率作一个对比，并有可能对游戏的未来发展造成影响。游戏采用解锁书签的形式进行场景的跳转，比传统的Galgame中按Ctrl键进行加速跳过语句要方便。但由于游戏中只有第四章结束的选项会影响游戏的分支，所以这个功能在游戏中的作用不是十分明显。2月5日更新游戏的同时进行了语音收藏功能的实装，可以在游戏中自由收藏自己想要反复听的语音。

## 發行
绘恋企划屋在遊戲宣傳上使用了十分激進的營銷方式，刻意與玩家產生衝突，以引發話題，讓玩家傳播遊戲。游戏的数字版在steam上架后，售价11元人民币，而发行第一周打折后售6元人民币，这个价格比起其他galgame显得很便宜，于是吸引了不少玩家的购买，在游戏发行一周内，获得了「特别好评」的评分。。2022年1月28日，一个捆绑的DLC“三色绘恋：TrueEnd”

## 注解
1. ↑  游戏英文版中的人名与官方网站上人物介绍时所用的英文名不全相同，官方网站上的英文名使用了汉语拼音进行转写且姓氏在前名字在后，而英文版游戏中的角色名称则不是。英文版游戏中的角色姓名的名字有些是意译，如墨小菊的英文名字是Daisy，而daisy在英文中是雏菊之意。姓氏则采用威妥玛拼音，如「邱诚」的「邱」转写为chiu，「迟耀」的「迟」转写为chih等。而且是名字在前姓氏在后。